# Epilobium ladakhianum
Epilobium ladakhianum är en dunörtsväxtart som beskrevs av T.K.Paul. Epilobium ladakhianum ingår i släktet dunörter, och familjen dunörtsväxter. Inga underarter finns listade i Catalogue of Life.